# The Squirrels
The Squirrels byla popová skupina ze Seattlu. V roce 1984 ji založil zpěvák Rob Morgan. Kapela si během své historie prošla mnoha personálními obměnami. Ačkoliv většinu jejího materiálu tvořily coververze, nebyli typickým cover bandem. Na pódiu si počínali teatrálně. Inspirací jim v tomto byli především zpěvák Alice Cooper a skupina The Tubes.

## Diskografie
- The Pudz, „Take a letter Maria“ b/w „Take me to your (leader)“. 1981 Teenie Wompum Records (45 RPM); „Take me to your, (leader)“ was also included in the 1981 Engram Records compilation Seattle Syndrome Volume One and in Wild And Wooly-The Northwest Rock Collection, 2000 Experience Music Project/Sub Pop double CD.
- New Age Urban Squirrels, „Get Down“ (Gilbert O'Sullivan) on 1986 Popllama sampler 12 Inch Combo Deluxe.
- New Age Urban Squirrels Five Virgins, Ernest Anyway and the Mighty, Mighty Squirrels Sing the Hits of Johnny Kidd and the Pirates; 1986 „splitové“ LP, PopLlama
- The Squirrels Group „Oz on 45“ b/w „Alone Again (Naturally)“ 1988 Popllama (45 RPM)
- Mark Nichols / Puddletown Youth Symphony, „Little Boy Goes to Hell“ 1988 Popllama
  - Nicholsův muzikál; vydáno jako box set čtyř sedmipalcových 45 RPM nahrávek s ilustrovanou knihou Roba Morgana; obsazení obsahovalo Morgana, Klinea, Nicholse, Tada Hutchinsona, Toma Vaial (všechny tehdejší Squirrels) a mnoho dalších.
- The Mighty Squirrels, „Game of Love“ a „Laughin' Your Head Off“; na kompilaci Oh, GOD! My Mom's on Channel 10!, 1989 Nardwuar the Human Serviette (Kanada) LP
- The Squirrels Group, What Gives? (15 Big Ones), 1990 Popllama CD
- The Squirrels, „Beautiful Sunday / Seasons in the Sun / The Hustle“; splitové sedmipalcové EP se Show Business Giants (Blobs, Vol. 2), 1991 Way Out! Records (Kanada)
- The Squirrels, „Betsy“, na kompilaci Clam Chowder and Ice vs. Big Macs and Bombers, 1992 Nardwuar the Human Serviette (Kanada) LP
- The Squirrels, „Seasons in the Sun / The Hustle“, na kompilaci 20 More Explosive Fantastic Rockin' Mega Smash Hit Explosions, 1992 Pravda Records CD
- The Squirrels, Don't Fear The Snowman (The Squirrels' Christmas Album) 1992 Popllama cassette
- The Squirrels, Harsh Toke of Reality 1993 Popllama CD
- The Squirrels, „Let It Be“ na kompilaci The EXOTIC BEATLES part 2, 1994 Exotica Records (Spojené království)
- The Squirrels, Son of Snowman / Don't Fear the Snowman (Expanded Xmas album!) 1994 Poplust Audio/PopLlama cassette
- Roy Loney & the Longshots, Full Grown Head 1994 Shake Records (Kanada), 1995 Real Cool Records (Japonsko)
  - skupina obsahovala Joeyho Klinea, Jimba Sangstera, Scotta McCaugheyho, Tada Hutchisona, všechny tehdejší Squirrels; Rob Morgan zpíval ve dvou skladbách.
- The Squirrels, „Too Bad“, na kompilaci Peace Wave (Seattle Peace Concerts compilation CD Vol. 2) 1996 Seattle Peace Concerts CD
- The Squirrels, Scrapin' for Hits (27 song „Best Of“ CD), 1996 Poplust Audio CD
- The Squirrels, „With All My Might“, na tribute albu pro Sparks Amateur Hour-When Do I Get To Do It My Way; AAIIEE (s Robem Morganem jako zpěvákem) „At Home At Work At Play“; 1999 Fan Mael Records (Nizozemsko)
- The Squirrels, The Not-So-Bright Side Of The Moon, 2000: Popllama Products
- The Squirrels, Digital Snowman (rozšířená CD-R verze Christmas album) 2000 Poplust Audio
- The Squirrels, Live Bootleg Vol. One (limitovaná edice CD-R, booklet) 2001 Poplust Audio Archival Series
- The Squirrels, „Hawaii Take 5-0“, na kompilaci Hold The Vocals: A Tribute to the Instrumental Hits of the 50's 60's 70's 2001 GO-Kustom Rekords
- The Squirrels, Rock Polisher, nahráno v roce 2002, zatím nevydáno.